# Тургайбаза
Тургайбаза́ (каз. Торғайбаза) — село у складі Єнбекшиказахського району Алматинської області Казахстану. Входить до складу Шелецького сільського округу.
У радянські часи село називалось МТФ радгоспу Авангард.
Населення — 93 особи (2021; 189 у 2009, 164 у 1999, 410 у 1989).